# Clube Desportivo da Huíla
El Clube Desportivo da Huíla és un club de futbol de la ciutat de Lubango, a la província de Huila, Angola. Els colors del club són el vermell i el negre.

## Parmarès
- Segona Divisió angolesa:[2]
  - 2004